# Wang Shuang
Wang Shuang (Wuhan, 23 de janeiro de 1995) é uma futebolista profissional chinesa que atua como meia.

## Carreira
Wang Shuang fez parte do elenco da Seleção Chinesa de Futebol Feminino, nas Olimpíadas de 2016 e Olimpíadas de 2020. 
Integrou a seleção chinesa na Copa do Mundo de Futebol Feminino de 2023. Marcou um gol de pênalti na derrota da equipe chinesa contra a Seleção Inglesa de Futebol, no jogo em que as inglesas venceram por 6 a 1.